# Чаровницы

## История коллектива
Вокально-инструментальный коллектив был образован в 1971 году Геннадием Летынским на базе гродненского ДК Текстильщиков, а участницами группы являлись выпускницы Гродненского музыкального училища. С 1974 года участницы были приняты в штат Белгосфилармонии.
Репертуар состоял из белорусских народных песен, современной популярной музыки. Кроме того, участницы ВИА отличались прекрасными вокальными данными, владением хореографией и многими музыкальными инструментами.
Коллектив стал лауреатом 6-го Всесоюзного конкурса артистов эстрады в 1979 году.
«Чаровницы» гастролировали во многих городах СССР, а также побывали в Венгрии и ГДР. Помимо этого, участницы коллектива летали выступать перед воинами ОКСВА в Афганистане.
В 1989 году «Чараўніцы», единственные из Белоруссии были выбраны для участия в культурной программе 13-го Всемирного фестиваля молодёжи и студентов, который проходил в Пхеньяне. Под аккомпанемент московского оркестра группа исполнила попурри на джазовые темы Гленна Миллера. Вскоре в Москве концертном зале «Россия» с огромным аншлагом прошёл сольный концерт «Чараўніц».
В 1991 году коллектив прекратил своё существование. За годы своей деятельности состав многократно менялся.
Впервые после длительного перерыва «Чаровницы» собрались и выступили в 2011 году на сольном концерте Надежды Микулич. С этого момента было решено возобновить творческую деятельность. Сегодня коллектив записывает новые песни, выступает с концертами, снимает видеоклипы.
С ансамблем сотрудничали такие известные композиторы как Ю. Семеняко , И. Лученок , Э.Ханок , В.Мулявин , Е.Глебов , О.Елисеенков. Фирмой «Мелодия» было выпущено несколько грампластинок.

## Состав

### Текущий состав
- Полина Базылева, вокал, художественный руководитель, директор (с 2012)
- Анжелика Зайцева, вокал (с 2018)
- Дарья Бобко, саксофон (с 2019)
- Наталья Лукашевич, тромбон (с 2017)
- Елена Циж, вокал (с 2021)

## Дискография
Фирмой Мелодия было выпущено несколько грампластинок:
- 1979 Фирма Мелодия, Рижский завод, С 60-11063-64[1]

Первая сторона:
1. Я очарована тобой (Зачараваная табой) (В. Будник — В.Некляев)
2. Не за очи чёрные (Не за вочы чорныя) (Ю. Семеняко — А. Русак)
3. Ты вспомни всё (И. Лученок — А. Кулешов)
4. Я жду тебя (В. Будник — О. Петров)

Вторая сторона:
1. Ручеёчек, ручеёк (Ручаёчак, ручаёк) (Б. Фёдоров — Н. Тулупова)
2. Я не могу Вас забыть (И. Лученок — П.Бровка)
3. Поцелуй (И. Лученок — В. Каризна)
4. На новое лето (белорусская нар. песня)
5. И днём, и ночью (Б. Ульвеус, Б. Андерссон — русский текст О.Жукова)

- 1982 Фирма Мелодия, Ленинградский завод, С62-18751-004 Продолжительность: 00:12:42 (миньон)

Первая сторона:
1. Музыка (Э. Зарицкий — В. Каризна, обработка А. Бурнштейна)
2. Неделька (русская народная песня, обработка А. Архипова)

Вторая сторона:
1. Такой сон (Такі сон) (Э.Зарицкий — Д.Бядуля)
2. Запах чабора (Пах чабаровы) (В. Будник — К. Кириенко)